# Лазарівська сільська рада (Брусилівський район)
Лазарівська сільська рада — колишня адміністративно-територіальна одиниця та орган місцевого самоврядування у Брусилівському районі Білоцерківської і Київської округ, Київської й Житомирської областей Української РСР та України з адміністративним центром у с. Лазарівка.

## Населені пункти
Сільській раді були підпорядковані населені пункти:
- с. Лазарівка
- с. Старицьке
- с. Хом'янка

## Населення
Відповідно до перепису населення СРСР, станом на 17 грудня 1926 року, чисельність населення ради становила 954 особи, з них, за статтю: чоловіків — 456, жінок — 498; етнічний склад: українців — 946, росіян — 3, поляків — 5. Кількість господарств — 212.
Станом на 5 грудня 2001 року, відповідно до перепису населення України, кількість мешканців сільської ради становила 663 особи.

## Склад ради
Рада складалася з 16 депутатів та голови.

### Керівний склад сільської ради
| ПІБ                         | Основні відомості                                                         | Дата обрання | Дата звільнення |
| --------------------------- | ------------------------------------------------------------------------- | ------------ | --------------- |
| Толкач Олег Петрович        | Сільський голова, 1977 року народження, освіта, безпартійний              | 26.03.2006   | 31.10.2010      |
| Павлюк Сергій Володимирович | Сільський голова, 1972 року народження, освіта вища, член Партії регіонів | 31.10.2010   |                 |

Примітка: таблиця складена за даними джерела

## Історія
Створена 1923 року в складі с. Лазарівка та хутора Холявка (згодом — Хом'янка) Брусилівської волості Радомисльського повіту Київської губернії. 16 січня 1923 року до складу ради включене с. Костівці ліквідованої Костовецька сільська рада Брусилівської волості. 7 березня 1923 року увійшла до складу новоствореного Брусилівського району Білоцерківської округи. У 1925 році в с. Костівці відновлено окрему сільську раду. Станом на 1 жовтня 1941 року в підпорядкуванні значаться села Зарудка, Корчма та Новостройка.
Станом на 1 вересня 1946 року сільська рада входила до складу Брусилівського району Житомирської області, на обліку в раді перебували с. Лазарівка та х. Хом'янка, села Зарудка, Корчма та Новостройка не перебували на обліку населених пунктів.
11 серпня 1954 року, відповідно до указу Президії Верховної ради Української РСР «Про укрупнення сільських рад по Житомирській області», сільську раду ліквідовано, територію та населені пункти приєднано до складу Яструбеньківської сільської ради Брусилівського району. Відновлена 10 червня 1958 року, відповідно до рішення Житомирського облвиконкому № 545 «Про утворення в складі Брусилівського району Лазарівської сільської ради», в складі сіл Лазарівка, Старицьке та Хом'янка Яструбеньківської сільської ради. 5 березня 1959 року, відповідно до рішення Житомирського облвиконкому № 161 «Про ліквідацію та зміну адміністративно-територіального поділу окремих рад області», об'єднана з Містечківською сільською радою Брусилівського району. Відновлена 14 листопада 1991 року, відповідно до рішення Житомирської обласної ради «Про внесення змін в адміністративно-територіальній устрій окремих районів», в складі сіл Лазарівка, Старицьке та Хом'янка Яструбеньківської сільської ради Брусилівського району.
Припинила існування 28 грудня 2016 року через об'єднання до складу Брусилівської селищної територіальної громади Брусилівського району Житомирської області.